# Marín (Nuevo León)
Marín é um município do estado de Nuevo León, no México. 
Em 2005, o município possuía um total de 5.398 habitantes.